# Boloceroides
Boloceroides is een geslacht van zeeanemonen uit de klasse van de Anthozoa (bloemdieren).

## Soorten
- Boloceroides daphneae Daly, 2006
- Boloceroides hermaphroditica Carlgren, 1900
- Boloceroides mcmurrichi (Kwietniewski, 1898)